# 東ヤジロー・キタハチ

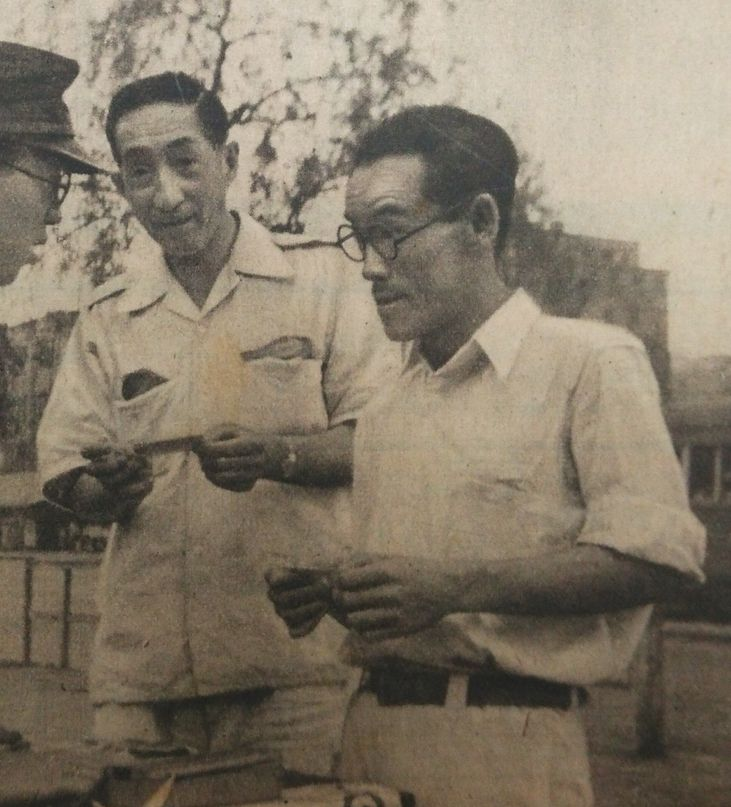
1948年

東ヤジロー・キタハチ（あずまヤジロー・キタハチ）は、昭和初期に東京で活躍した日本の漫才コンビ。
コンビ名は十返舎一九の滑稽本「東海道中膝栗毛」の登場人物の弥次郎兵衛と居候の喜多八に由来する。通称「ヤジキタ」コンビ。

## 概要
昭和一桁代から香島ラッキー・御園セブンのライバル的存在として東京漫才として活躍。リーガル千太・万吉、内海突破・並木一路、波多野栄一・浪花マンマルと共に「東京漫才四天王」として数えられ、戦前における東京漫才のリーダー的存在だったにもかかわらず、その素性がよくわかっていない謎に包まれたコンビである。
1935年喜劇の一座でヤジローとキタハチが出会い、「ゴールデン・バット」というコンビで漫才師に。のち東喜代駒の門下となり「東ヤジロー・キタハチ」となり、松竹芸能とキングレコードの専属となる。エンタツ・アチャコと並び称される人気となる。
キタハチは初代から3代までいた。NHKのラジオ中継で人気を経たが東京の寄席には出演せず、一座を編成しての地方巡業が主であった。
のちにキタハチが戦争で召集され一時コンビ解消、戦後まもなくシベリア抑留から復員したが心臓病で死去。キタハチはそれから2代目、3代目と代を重ねたが、徐々に人気も落ち、1953年ヤジローが脳溢血で倒れ、コンビは解散した。
都上英二・東喜美江、大空ヒット・三空ますみ、Wけんじ、源氏太郎は兄弟弟子。弟子にはパン猪狩がおり、弟であったショパン猪狩の面倒も見ていた。
SPレコード、台本速記が残っている。また戦後映画に出演したため映像が現存する。

## メンバー
- 東ヤジロー （本名：鈴木誠之、1900年ごろ - 1950年代?）

　  ヤジローは電気学校卒業後、発電所に勤務のち喜劇役者から漫才師に。
- 東キタハチ

初代（本名：本田浩一、1906年 - 1943年）
2代目（本名：小林宗太郎、1909年 - 没年不詳）- 元曲芸師。解散後もヤジローのためにチャリティや援助をしていた。
3代目（本名：不明、生没年不詳）